# Mokotów
Mokotów (česky také psáno Mokotov) je městský obvod (dzielnica) polského hlavního města Varšavy. Nachází se na levém břehu Visly jižně od středu města. Má rozlohu 35,42 km² a žije v něm 218 911 obyvatel, je tak nejlidnatějším varšavským obvodem.
První písemná zmínka pochází z roku 1367, název je odvozován od pruského majitele pozemků jménem Mokot nebo Mokoto. Osada byla založena na návrší okolo Služevieckého potoka, postupně se šířila do vysoušených bažin podél Visly. V 19. století se stal Mokotów výletním místem pro bohaté Varšavany a roku 1916 byl administrativně připojen k Varšavě. Prudké boje zde probíhaly za Varšavského povstání, upomíná na ně neoficiální hymna Marsz Mokotowa, která zní každodenně z místní gotické věže.
Tradiční průmyslovou oblastí je Służewiec Przemysłowy na západě Mokotówa, většina obvodu je však rezidenční čtvrtí, kde sídlí množství velvyslanectví a ředitelství velkých firem. Ceny nemovitostí jsou vysoké, také díky množství parků, jako je Pole Mokotowskie, Park Arkadia, Park Morskie Oko, Park Dreszera a Park Sielecki, chráněným přírodním výtvorem je Jeziorko Czerniakowskie. Významnými historickými památkami jsou Fort M, Rogatki Mokotowskie, Pałac Szustra, Folwark Sielce a Królikarnia. Na území Mokotówa sídlí Vysoká škola ekonomická ve Varšavě, Teatr Nowy, Polskie Radio, Telewizja Polska a policejní komandatura. Galeria Mokotów je největším nákupním a zábavním centrem Varšavy. Hlavní tepnou Mokotówa je ulica Puławska.
Čtvrť je proslulá také kvůli Mokotovské věznici na ulici Rakowiecka, v níž byli za 2. světové války i v dobách komunistického režimu vězněni i popravováni četní polští vlastenci, např. rotmistr Witold Pilecki, major Zygmunt Szendzielarz, generál August Emil Fieldorf.

## Čtvrti Mokotówa
Górny Mokotów
- Stary Mokotów
- Wierzbno
- Ksawerów
- Wyględów
- Królikarnia
- Służew
- Służewiec
- Służewiec Przemysłowy

Dolny Mokotów
- Sielce
- Czerniaków
- Siekierki
- Augustówka
- Stegny
- Sadyba